# Concerto per violino

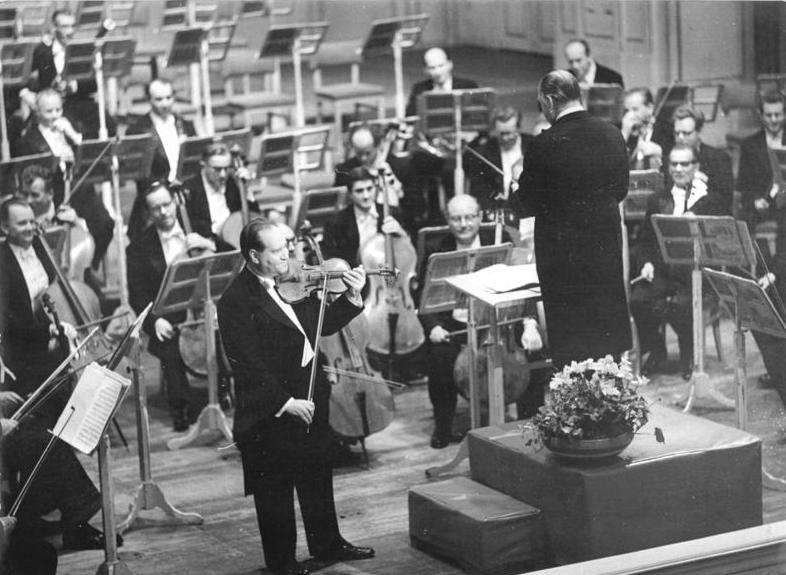
David Ojstrach suona un concerto per violino, 1960

Un concerto per violino e orchestra, o semplicemente concerto per violino, è un concerto in cui lo strumento solista è il violino (o, occasionalmente, è per due o più violini) accompagnato dall'orchestra o, più raramente, da un più piccolo ensemble di strumenti. In quest'ultimo caso, con l'accompagnamento per esempio di un'orchestra d'archi, si tratta di musica da camera.
Questo genere ha il suo inizio all'epoca barocca, periodo in cui venne sviluppato il concerto per solista e giunge fino ai nostri giorni. Diversi compositori di rilievo hanno contribuito al repertorio per violino e orchestra; fra questi vanno annoverati Bach, Barber, Bartók, Beethoven, Berg, Brahms, Bruch, Čajkovskij, Dvořák, Glass, Händel, Haydn, Mendelssohn, Mozart, Paganini, Penderecki, Pergolesi, Prokof'ev, Saint-Saëns, Schönberg, Schumann, Schnittke, Šostakovič, Sibelius, Richard Strauss, Stravinskij, Tartini, Vivaldi, Viotti, Vieuxtemps e Wieniawski.

## Struttura
Tradizionalmente il concerto per violino e orchestra è strutturato in tre movimenti (Allegro-Adagio-Allegro), ma nel corso della storia sono diversi i casi in cui è stato aggiunto un ulteriore movimento, in particolar modo nel corso del Novecento; alcuni esempi possono essere ritrovati nei concerti di Shostakovich, Stravinsky e Berg. In alcuni concerti per violino, specialmente di epoca barocca o novecentesca, il violino è accompagnato da un'orchestra da camera: si veda ad esempio L'estro armonico di Vivaldi, originariamente scritto per quattro violini, due viole, violoncello e basso continuo.

## Concerti celebri
- Concerto per due violini (Bach)
- Concerto per violino e orchestra (Beethoven)
- Concerto per violino e orchestra (Berg)
- Concerto per violino e orchestra (Brahms)
- Concerto per violino e orchestra n. 1 (Bruch)
- Concerto per violino e orchestra (Čajkovskij)
- Concerto per violino e orchestra (Dvořák)
- Concerto per violino e orchestra (Mendelssohn)
- Concerto per violino e orchestra n. 5 (Mozart)
- Concerto per violino e orchestra n. 2 (Paganini)
- Concerto per violino e orchestra n. 1 (Prokof'ev)
- Concerto per violino e orchestra (Sibelius)
- Concerto per violino e orchestra (Stravinskij)